# ماچادو (میناس گرایس)
ماچادو (به پرتغالی: Machado) یک منطقهٔ مسکونی در برزیل است که در میناز ژرایس واقع شده‌است. ماچادو ۴۲٬۴۱۳ نفر جمعیت دارد.